# Bati Kot (huyện)
Bati Kot là một huyện thuộc tỉnh Nangarhar, Afghanistan. Dân số thời điểm năm 1999 là 55,894 người.